# Bantorget

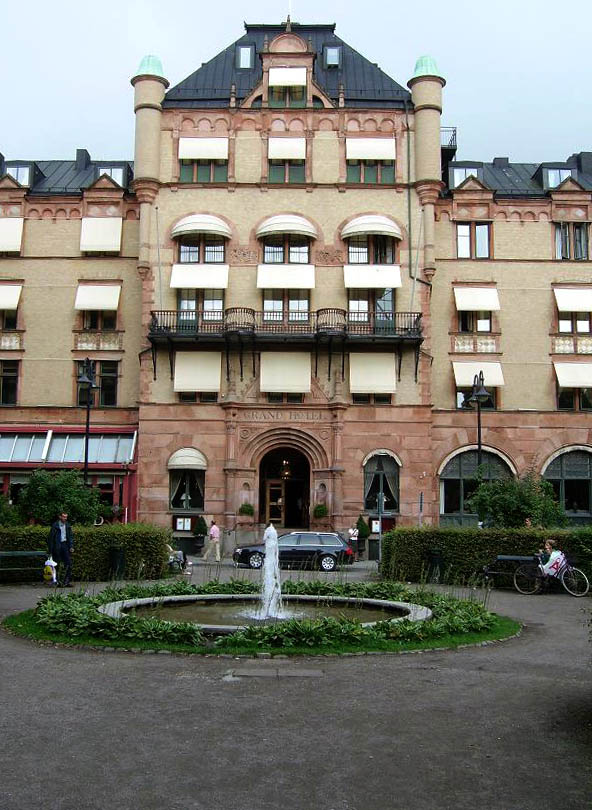
Das Rondell vor dem Grand Hotel

Bantorget (schwedisch; Bahnplatz) ist ein parkähnlicher Platz in der südschwedischen Stadt Lund. Er liegt im mittelalterlichen Stadtkern der Stadt, im Stadtteil Centrala staden, zwischen dem Grand Hotel im Osten und der Södra stambanan im Westen. Hier wird er durch die Bangatan in zwei ungleich große Teile geteilt. Der Bahnhof Lund C liegt etwa 100 m in nordwestlicher Richtung.

## Geschichte und Aufbau
Der Platz wurde im Zuge des Baus der Södra stambanan 1850 nach Plänen von C. H. Schlüschen angelegt und nach dem Vorbild des Gustaf Adolfs torg in Malmö gestaltet. In den 1870er-Jahren wurden Lauben aus Flieder angelegt, Linden entlang des nördlichen Endes zur Klostergatan und an die Westseite zur Bangatan gepflanzt. Am südlichen Ende befinden sich Rosskastanien.
Der Platz wird von der Fassade des zwischen 1896 und 1898 erbauten Grand Hotels dominiert. Der Mittelpunkt des Platzes ist ein bepflanztes Rondell direkt vor dem Hotel, das mit Hecken aus Hainbuchen umgeben ist. Den Platz durchqueren zwei diagonale Wege, die vom Bahnhofsbereich oder vom Trollebergsviadukt zur Fußgängerzone in der Lilla Fiskaregatan führen.

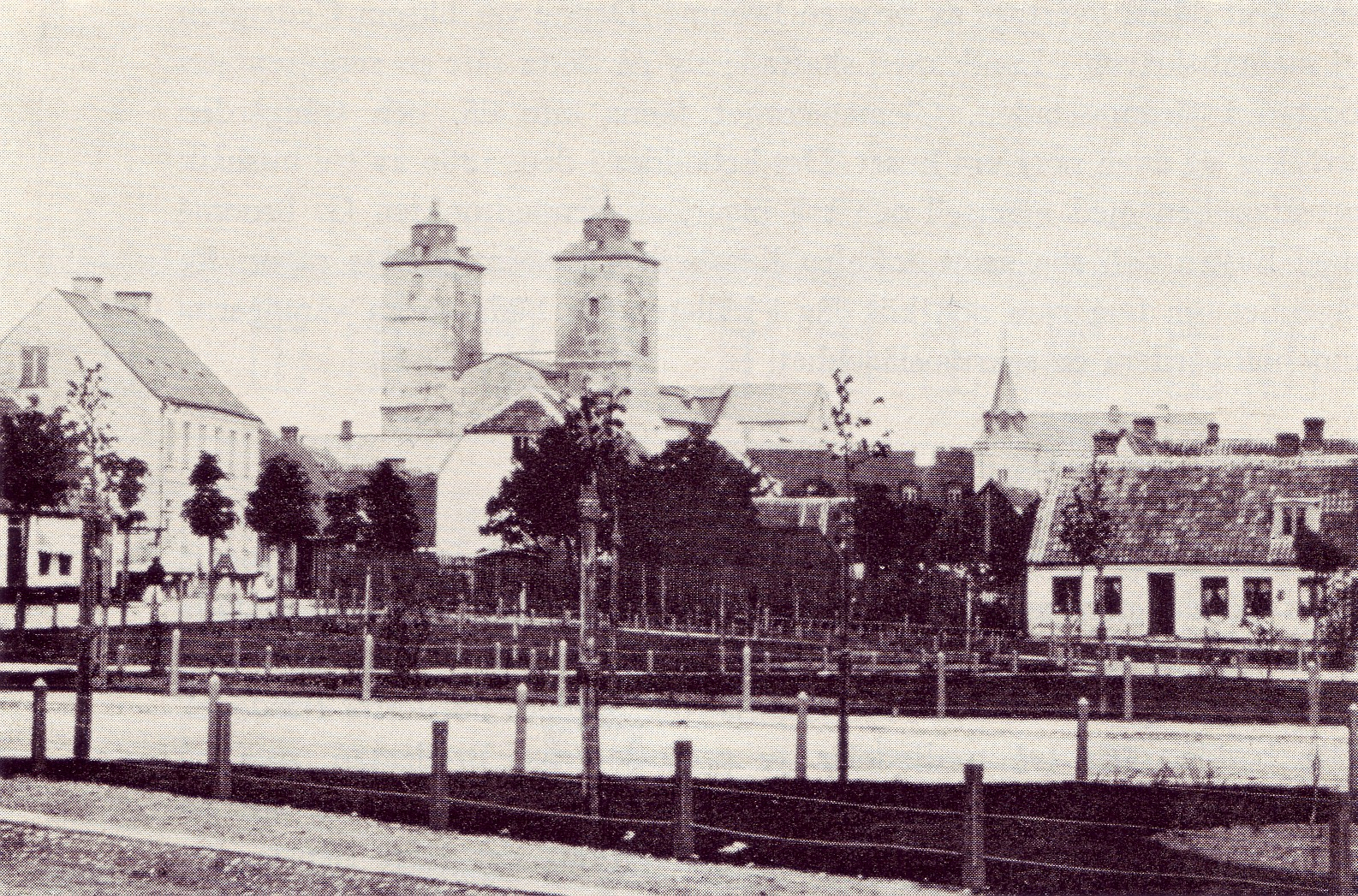
Lund in den frühen 1860er-Jahren. Blick auf den Bantorget von Westen. Im Hintergrund der Dom zu Lund.
Lage des Platzes in der Innenstadt.